# 圣科隆布 (杜省)
圣科隆布（法語：Sainte-Colombe，法語發音：[sɛ̃t kɔlɔ̃b] ⓘ）是法国杜省的一个市镇，位于该省南部，属于蓬塔利耶区。

## 地理
圣科隆布（46°52'43"N, 6°16'3"E）面积10.49 平方千米，位于法国勃艮第-弗朗什-孔泰大區杜省，该省份为法国东部内陆省份，北起上索恩省，西接汝拉省，东部及东南部与瑞士接壤，东北部与贝尔福地区省接壤。
与圣科隆布接壤的市镇（或旧市镇、城区）包括：沙富瓦、巴南、格朗日纳尔博、拉普拉内、拉里维耶尔德吕容。

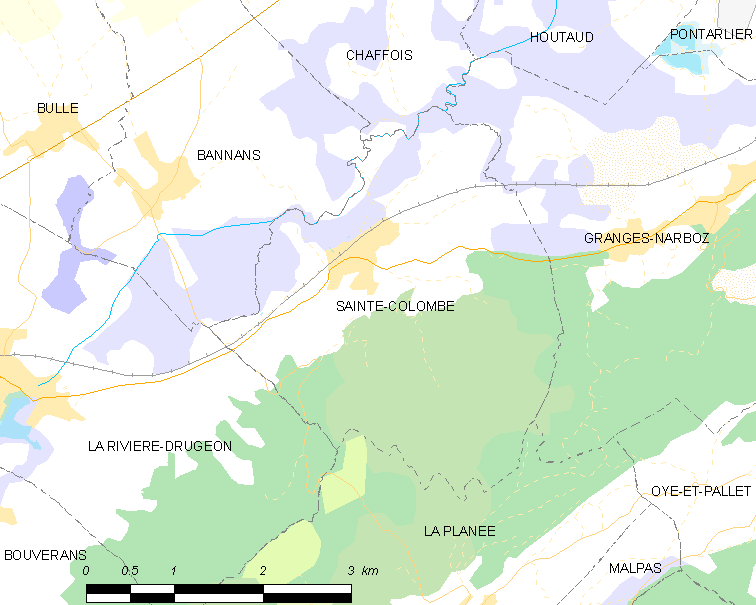
的OSM定位图

圣科隆布的时区为UTC+01:00、UTC+02:00（夏令时）。

## 行政
圣科隆布的邮政编码为25300，INSEE市镇编码为25515。

## 政治
圣科隆布所属的省级选区为蓬塔利耶县。

## 人口

1962-2008年间人口变化图示

圣科隆布于2022年1月1日时的人口数量为482人。